# Dimps
Dimps es un estudio desarrollador de videojuegos con base en Osaka, también tiene una oficina adicional en Tokio, Japón. Cuenta con 218 empleados y son conocidos por desarrollar juegos como Sonic the Hedgehog específicos para Wii, Game Boy Advance, Nintendo DS y Nintendo 3DS, así como la trilogía de Dragon Ball Z: Budokai para Nintendo Gamecube y PlayStation 2. También codesarrolló Tales of the Tempest para Nintendo DS junto a Namco Tales Studio y Street Fighter IV junto con Capcom. La compañía fue fundada por antiguos empleados de SNK, SEGA y Capcom.

## Juegos desarrollados

### Android y iOS
- Sonic the Hedgehog 4
- Dragon Ball Legends

### Atomiswave
- Demolish Fist
- Premier Eleven (Limited release)
- The Rumble Fish
- The Rumble Fish 2

### Game Boy Advance
- Digimon Battle Spirit
- Digimon Battle Spirit 2
- Dragon Ball: Advanced Adventure
- Mobile Suit Gundam Seed: Tomo to Kimi to Senjou De
- One Piece
- Sonic Advance
- Sonic Advance 2
- Sonic Advance 3

### Neo Geo Pocket Color
- Sonic the Hedgehog Pocket Adventure

### Nintendo 3DS
- Sonic Generations
- Sonic Lost World

### Nintendo DS
- Crash Boom Bang!
- Custom Beat Battle: Draglade
- Tales of the Tempest
- Sonic Rush
- Sonic Rush Adventure
- Rosario + Vampire Tanabata no Miss Yōkai Gakuen
- Bleach DS 4th Flame Bringer
- Sonic Colors

### Nintendo GameCube
- Dragon Ball Z: Budokai 1-2 (Japonés: DragonBall Z 1-2)

### PC
- Dragon Ball Xenoverse
- Dragon Ball Xenoverse 2
- Universal Century - Gundam Online: Dawn Of Australia
- Street Fighter IV
- Super Street Fighter IV: Arcade Edition
- Street Fighter x Tekken
- Sonic the Hedgehog 4
- Saint Seiya: Soldier's Souls

### PlayStation
- Inuyasha: A Feudal Fairy Tale
- Naruto: Shinobi no Sato no Jintori Kassen
- Shaman King: Spirit of Shamans

### PlayStation 2
- Gunslinger Girl Volumen I al III
- Saint Seiya: The Sanctuary
- Saint Seiya: The Hades
- Seven Samurai 20XX
- Shaman King: Funbari Spirits
- The Rumble Fish
- Dragon Ball Z: Budokai 1-3 (Japonés: Dragon Ball Z 1-3)
- Dragon Ball Z: Infinite World (Dragon Ball Z: Budokai 4)
- Yu Yu Hakusho Forever
- The Battle of Yu Yu Hakusho: Shitou! Ankoku Bujutsukai
- Sonic Unleashed

### PlayStation 3
- Dragon Ball Z: Burst Limit
- Street Fighter IV
- Super Street Fighter IV
- Sonic the Hedgehog 4
- Super Street Fighter IV: Arcade Edition
- Street Fighter x Tekken
- Dragon Ball Z: Budokai HD Collection
- Saint Seiya: Sanctuary Battle
- Saint Seiya: Brave Soldiers
- Dragon Ball Xenoverse
- Saint Seiya: Soldier's Souls

### PlayStation 4
- Dragon Ball Xenoverse
- Dragon Ball Xenoverse 2
- Saint Seiya: Soldier's Souls
- Street Fighter V

### PlayStation Portable
- Dragon Ball Z: Shin Budokai
- Dragon Ball Z: Shin Budokai Another Road
- Dragon Ball: Evolution

### Taito Type X
- Dragon Ball Z Data Carddass
- Dragon Ball Z 2 Data Carddass
- Dragon Ball Z Data Carddass bakuretsu Impact
- Dragon Ball Z Data Carddass W bakuretsu Impact

### Taito Type X2
- Dragon Ball Kai Dragon Battlers
- Street Fighter IV
- Super Street Fighter IV
- Super Street Fighter IV: Arcade Edition
- Dragon Ball Heroes

### Wii
- Sonic Unleashed
- Sonic the Hedgehog 4 (Episodio I)

### Xbox
- Spikeout: Battle Street

### Xbox 360
- Mobile Suit Gundam
- Dragon Ball Z: Burst Limit
- Street Fighter IV
- Super Street Fighter IV
- Super Street Fighter IV: Arcade Edition
- Sonic the Hedgehog 4
- Street Fighter x Tekken
- Dragon Ball Z: Budokai HD Collection
- Dragon Ball Xenoverse

### Xbox One
- Dragon Ball Xenoverse
- Dragon Ball Xenoverse 2